# Århus Amt
Århus Amt byl dánský okres. Ležel ve východní části Jutského poloostrova. Hlavní město bylo Århus.

## Města a obce
(počet obyvatel k 1. červnu 2005)
| - Ebeltoft (15 047) - Galten (11 167) - Gjern (8 181) - Grenaa (18 669) - Hadsten (11 891) - Hammel (10 884) - Hinnerup (12 146) - Hørning (8 781) - Langå (8 415) - Mariager (8 253) - Midtdjurs (7 782) - Nørhald (8 691) - Nørre Djurs (7 692) | - Odder (21 204) - Purhus (8 596) - Randers (62 483) - Rønde (7 116) - Rosenholm (10 355) - Rougsø (8 090) - Ry (11 350) - Samsø (4 153) - Silkeborg (55 460) - Skanderborg (22 374) - Sønderhald (8 600) - Them (7 037) - Århus (293.932) |